# Fabien Jérôme
Fabien Jérôme (Les Abymes, 8 giugno 1988) è un calciatore francese, difensore del Sainte-Rose e della Nazionale guadalupense.

## Caratteristiche tecniche
Il suo ruolo naturale è quello di terzino destro, ma può giocare anche come terzino sinistro.

## Carriera

### Club
Comincia a giocare nell'Evolucas. Nel 2012 viene acquistato dal Sainte-Rose.

### Nazionale
Debutta in Nazionale il 27 settembre 2008, in Nuova Caledonia-Guadalupa (0-4), in cui mette a segno la rete del momentaneo 0-1. Ha partecipato, con la maglia della Nazionale, alla Gold Cup 2009.